# 白川町立蘇原中学校
白川町立蘇原中学校（しらかわちょうりつ そはらちゅうがっこう）は、かつて岐阜県加茂郡白川町にあった公立中学校。

## 概要
- 旧・加茂郡蘇原村の中学校であった。

## 沿革
- 1947年（昭和22年）4月 - 蘇原村立蘇原中学校として開校。切井小学校に切井分校を併設。
- 1956年（昭和31年）9月30日 - 白川町、佐見村、黒川村、蘇原村が合併し、白川町となる。同時に白川町立蘇原中学校に改称する。
- 1957年（昭和32年）4月 - 切井分校が切井中学校として独立する。
- 1961年（昭和36年）　- 白川町の4つの中学校（白川中〈旧〉・大山中・坂ノ東中・蘇原中）の統合計画が出されるが、蘇原地区は統合中学校建設予定地から離れていることもあり、反対運動が起きる。そのため、蘇原中学校の統合は延期となる。
- 1963年（昭和38年）4月1日 - 白川中学校に統合され廃校。旧・蘇原中学校は白川中学校蘇原教室となる。
- 1964年（昭和39年）4月 - 蘇原教室を廃止。